# Beaumarchais, l'insolent
Pour les articles homonymes, voir Beaumarchais (homonymie).
Pour plus de détails, voir Fiche technique et Distribution.
Beaumarchais, l'insolent est un film français d'Édouard Molinaro, inspiré d'une pièce inédite de Sacha Guitry et sorti en 1996.

## Synopsis
1773 : le XVIIIe siècle peaufine son dernier acte. Louis XV s'apprête à quitter la scène, et en coulisses, déjà, Louis XVI se prépare. C'est le temps des grandes idées, et des mauvais sujets. Pierre-Augustin Caron de Beaumarchais, fils d'horloger, horloger lui-même, trouvait avec Voltaire que les pendules de son temps retardaient dangereusement. Il allait s'employer à les remettre à l'heure.
Gudin, fils de l'intendant de Voltaire arrive à Paris, avec une recommandation de ce dernier, pour rencontrer M. de Beaumarchais afin de lui présenter ses textes. Beaumarchais l'envoie à la comédienne Mlle Ménard, afin qu'elle lui donne un avis. Il n'a cependant pas le temps de lui dire la moitié d'un alexandrin qu'intervient le duc de Chaulnes, fou de rage et de jalousie, défonçant la porte à la recherche de Beaumarchais, visiblement fait cocu par celui-ci (alors qu'il avait cependant rompu avec Marion). Il annonce qu'il ira le tuer. Marion supplie alors Gudin d'arriver avant le duc pour prévenir Beaumarchais.
À la faveur de l'encombrement des rues de Paris, Gudin arrive à temps et raconte son histoire à Beaumarchais. Celui-ci lui avoue qu'il l'avait envoyé à Marion pour qu'elle donne un jugement plus doux que le sien, à savoir que son travail était mauvais sur le fond (« Vous écrivez juste, mais vous pensez de travers »), ce que Gudin savait déjà, Voltaire lui ayant fait la même remarque. Beaumarchais l'engage cependant, comme secrétaire et biographe.
Beaumarchais est en procès contre le parlement et le comte de La Blache, ce dernier l'accusant d'être un faussaire et de l'avoir spolié d'un héritage qui lui revenait de droit. Il se sert par ailleurs de ce long procès (trois ans) comme d'une tribune politique contre le parlement qu'il juge corrompu. Bien qu'il parvienne à prouver que son accusateur, Goëzman, représentant le parlement, est corrompu, la cour le condamne à la perte de sa particule (il l'avait achetée pour s'appeler « de Beaumarchais »), la saisie de ses biens et l'interdiction d'exercer un métier public.
Grâce à la protection du prince de Conti et d'Antoine de Sartine qui plaident sa cause, il obtient une audience auprès du roi Louis XV. Ce dernier lui propose de devenir espion en échange du rétablissement de ses droits. Il accepte, et doit alors contacter le chevalier d'Éon en Angleterre, afin de récupérer un plan montrant le projet d'invasion de l'Angleterre par la France. Lors d'une entrevue avec le chevalier, il rencontre Arthur Lee, représentant des insurgés américains, cherchant un appui pour la guerre d'Indépendance. Après avoir récupéré le plan, il demande au chevalier de lui prendre un rendez-vous avec Lee. Cette rencontre tourne court lorsque la garde anglaise, prévenue par le chevalier, prend d'assaut le café au bord d'un fleuve où elle a lieu. Lee se jette dans le fleuve pour s'échapper, Beaumarchais se laissant capturer, sûr d'être protégé par le roi de France, Louis XV. Malheureusement, ce dernier étant mort la veille, Beaumarchais se retrouve sans protection : il est arrêté et emprisonné.
Durant cette captivité dont il profite pour faire avancer son Barbier de Séville, il rencontre un pamphlétaire (et l'un de ses admirateurs) dont il se sert pour sortir de prison (révélant où était l'imprimerie et l'original d'un pamphlet sur l'impuissance de Louis XVI). En échange de l'aide que lui a apportée lord Rochford dans sa libération, il accepte de finir le Barbier. Malheureusement, il a alourdi son œuvre de répliques vulgaires, ce qui provoque un rejet du public. Devant l'échec de la pièce, Beaumarchais décide de reprendre ses affaires. Gudin lui signifiant qu'il suffit de supprimer les dernières répliques ajoutées et de revenir à sa première version, Beaumarchais, dépité, lui confie la réécriture du Barbier.
Beaumarchais décide d'aider les rebelles américains. Il obtient un entretien avec le roi Louis XVI, qu'il persuade que son prédécesseur était sur le point de le faire, et lui propose un marché selon lequel la France ne s'engage qu'au tiers des frais nécessaires, se chargeant lui-même d'un tiers, Charles III (roi d'Espagne) se chargeant du dernier.
Pendant ce temps, Gudin a fini la réécriture du Barbier. La pièce est jouée et jouit d'un formidable succès. Lors d'une entrevue avec le prince de Conti et le comte de Provence, futur Louis XVIII, il promet à ce dernier une suite au Barbier pour l'inauguration de son nouveau théâtre au palais du Luxembourg. Puis, rencontrant Antoine de Sartine, devenu secrétaire d'État à la Marine, il est informé que le roi accepte de venir en aide aux insurgés américains, mais pas de façon officielle. Il charge Beaumarchais de les fournir en armes, par ses propres moyens et sans protection en cas d'échec.
Beaumarchais fonde une compagnie d'import-export, usant du pseudonyme « Rodrigue Hortales ». Alors qu'une trentaine de bateaux chargés d'armement a été envoyé, il ne reçoit aucune marchandise américaine en échange, acculant à la faillite sa société. Rencontrant l'ambassadeur américain Benjamin Franklin, celui-ci lui remet une lettre de remerciements venant du congrès américain. Il comprend alors qu'il ne sera jamais payé en retour.
Le prince de Conti est mourant. Ayant trop abusé des plaisirs de la chair, il ne lui reste que peu de temps à vivre. Recevant Gudin avant l'arrivée de Beaumarchais, celui-ci lui demande de rappeler sa promesse à Beaumarchais d'écrire une suite au Barbier. Recevant Beaumarchais qui lui conseille de recevoir les sacrements, alors qu'il n'est pas croyant, le prince accepte en échange de la promesse de Beaumarchais d'écrire une suite au Barbier.
Récupérant des fonds auprès des acteurs de la Comédie-Française qui se sont enrichis en jouant le Barbier, il écrit la suite : Le Mariage de Figaro. Passant la censure royale, la pièce est finalement jouée au théâtre du Luxembourg en présence du comte de Provence. Mais, alors que se joue la première, le roi se fait lire la pièce par son épouse, et est choqué d'une des répliques finales de Figaro : « Sans la liberté de blâmer, il n'est point d'éloge flatteur. Il n'y a que les petits hommes qui redoutent les petits écrits. » Il décide alors d'emprisonner Beaumarchais par une lettre de cachet. Alors que Beaumarchais profite du triomphe de la première, des gardes royaux viennent l'arrêter.
Plusieurs mois ont passé. Le roi, jugeant que l'emprisonnement a assez duré, décide de libérer Beaumarchais. Celui-ci refuse, à moins que le roi n’ordonne la reprise du Mariage de Figaro, et que le Conseil au complet y assiste. Le roi accède à cette requête, première pierre de la Révolution française.

## Fiche technique
- Titre original : Beaumarchais, l'insolent
- Réalisation : Édouard Molinaro, assisté de Vincent Trintignant et Robert Kechichian
- Scénario : Jean-Claude Brisville et Édouard Molinaro d'après la pièce inédite de Sacha Guitry, Beaumarchais (1950)[1]
- Musique : Jean-Claude Petit
- Décors : Jean-Marc Kerdelhue
- Costumes : Sylvie de Segonzac
- Photographie : Michael Epp
- Montage : Véronique Parnet
- Combats et cascades : Claude Carliez (coordination)
- Production : Charles Gassot
- Sociétés de production :  France 2 Cinéma, France 3 Cinéma et Téléma Productions
  - avec la participation de Studiocanal, Procirep, Sofiarp 2 et Sofica Investimage 4
- Société de distribution : Bac Films (France)
- Budget :16 millions de francs
- Pays :  France
- Langue : français
- Format : couleur (Eastmancolor) - 35 mm (Panavision) - 2,35:1 - son Dolby stéréo
- Genre : historique
- Durée : 100 minutes
- Date de sortie :  20 mars 1996 (France), Les Films de l'Elysée (Belgique), Studiocanal (Monde)

## Distribution
- Fabrice Luchini : Pierre-Augustin Caron de Beaumarchais
- Sandrine Kiberlain : Marie-Thérèse Willer-Mawlaz
- Manuel Blanc : Paul-Philippe Gudin de La Brenellerie
- Michel Aumont : le baron de Breteuil
- Jean-François Balmer : Antoine de Sartine
- Jean-Claude Brialy : l'abbé
- Patrick Bouchitey : Monsieur Lejay
- Évelyne Bouix : Élisabeth Vigée Le Brun
- Isabelle Carré : l'actrice qui joue Rosine
- José Garcia : l'acteur qui joue Figaro
- Alain Chabat : un courtisan à Versailles
- Pierre Gérard : le comte de Provence, futur Louis XVIII
- Judith Godrèche : Marie-Antoinette
- Murray Head : William Nassau de Zuylestein
- Axelle Laffont : Mariette Lejay
- Jean Yanne : Louis Goëzman, le procureur au procès contre Beaumarchais
- Martin Lamotte : le comte de La Blache
- Guy Marchand : un homme à la sortie du procès du comte de La Blache contre Beaumarchais
- François Morel : le paysan plaignant
- Bruno Lochet : le geôlier français
- Claire Nebout : le chevalier d'Éon
- Michel Piccoli : le prince de Conti
- Michel Serrault : Louis XV
- Florence Thomassin : Marion Ménard
- Jacques Weber : le duc de Chaulnes
- Dominique Besnehard : Louis XVI
- Maka Kotto : Cézaire, le domestique noir de Beaumarchais
- Jeff Nuttall (VF : Roger Carel) : Benjamin Franklin,
- Jay Benedict : l'homme en gris
- Dominic Gould : Arthur Lee
- Niels Dubost : l'acteur qui joue le comte Almaviva
- Marc Dudicourt : l'acteur qui joue Bartholo
- Cecile Van Den Abeele : Suzanne
- Étienne Draber : Brid'oison
- David Gabison : Doublemain
- Marie Delerm : Marceline
- Séverine Ferrer : Lison-Chérubin
- Patrice Laffont : l'officier des douanes
- Jean-Marie Besset : Desfontaines
- Pascal Thomas : le critique théâtral
- Sandrine Le Berre : la jeune fille de Conti
- Roland Blanche : Charles Théveneau de Morande (non crédité)
- Roger Brierley : l'imprimeur
- Maurice Illouz : le concierge du théâtre
- Marc Habib : le chambellan
- André Oumansky : le président du parlement
- Robert Sandrey
- Léon Clémence : le commandant
- Pierre Arditi : narration (non crédité)

## Production

### Casting
La distribution du film rassemble de grands noms du cinéma français.

### Tournage
Le film a été tourné au château de Chantilly, au château de Versailles, au château de Fontainebleau, au château de Plassac, à l'hôtel de Besenval à Paris (lors de la réunion avec le ministre de la Marine), ainsi qu'à Bordeaux (notamment la cour d'appel, place de la République et le Grand-Théâtre), La Rochelle (notamment la salle haute de la bourse, chambre de commerce), Rochefort (notamment le théâtre de la Coupe d'Or, 101 rue de la République) et Gloucester.

## Sortie
Le film est resté neuf semaines à l'affiche. Il se retrouva troisième au box office derrière Pédale douce et Ridicule.

## Distinctions

### Nominations
- Césars 1997[3] :
  - Meilleur acteur pour Fabrice Luchini
  - Meilleurs costumes
  - Meilleurs décors